# Lokikere, Kudligi
Lokikere là một làng thuộc tehsil Kudligi, huyện Bellary, bang Karnataka, Ấn Độ.